# Koninkrijk Frankrijk (1791-1792)
Het Koninkrijk Frankrijk (Frans: Royaume de France) was een kortstondige constitutionele monarchie die in Frankrijk werd gevestigd  tijdens de Franse Revolutie. Het koninkrijk bestond ruim een jaar, van 3 september 1791 tot 21 september 1792, met Lodewijk XVI als "koning van de Fransen". 

## Achtergrond
In de jaren voor 1791 had Frankrijk grote veranderingen ondergaan. In 1789 brak de Franse Revolutie uit en in juni van dat jaar verklaarde de nieuwgevormde Nationale Vergadering Frankrijk te willen voorzien van een eerlijke en liberale grondwet. Lodewijk XVI vertrok naar Parijs in oktober van dat jaar. Hij probeerde in 1791 naar de Oostenrijkse Nederlanden te ontsnappen (de vlucht naar Varennes), maar de ontsnappingspoging mislukte en het Franse volk keerde zich tegen hem. De broers van Lodewijk XVI, die naar Koblenz waren gevlucht, riepen op tot een invasie van Frankrijk om het gezag van de koning te herstellen. Op 27 augustus 1791 tekenden de Oostenrijkse keizer Leopold II en de Pruisische koning Frederik Willem II de verklaring van Pillnitz waarmee ze eisten dat de absolute macht van Lodewijk XVI hersteld moest worden, hoewel ze stelden dat ze Frankrijk niet zonder steun van andere Europese grootmachten zouden binnenvallen.
Op 3 september 1791 veranderde Frankrijk van een absolute monarchie in een constitutionele monarchie: het Koninkrijk der Fransen.

## Geschiedenis

### Grondwet
Lodewijk XVI werd door de Nationale Vergadering gedwongen om in september 1791 de grondwet van 1791 goed te keuren. De revolutionaire grondwet, waarmee het oude koninkrijk vervangen werd door een constitutionele monarchie, schafte de adel af, erkende alle burgers als gelijk voor de wet, en nam de koning de macht af om nieuwe wetgeving te ratificeren en gaf deze macht aan de Wetgevende Vergadering. Lodewijk XVI had nog wel de mogelijkheid om een veto uit te spreken op nieuwe wetgeving.

### Oorlogsdreiging
In de buurlanden van Frankrijk werd door gevluchte Franse royalisten een Emigrantenleger (Armée des Émigrés) opgezet om een monarchistische invasie te ondersteunen. De Nationale Vergadering voelde zich bedreigd door de Emigranten en besloot Oostenrijk en Pruisen te confronteren en aan te sturen op oorlog. Anderzijds zocht men ook een gemeenschappelijke externe vijand om de binnenlandse conflicten te onderdrukken. De ambitie om de Revolutie te exporteren naar de rest van Europa en zelfs naar de rest van de wereld, speelde ook een rol. Koning Lodewijk XVI hoopte ook op oorlog met de Duitse monarchieën, omdat hij meende dat na een zware oorlogsnederlaag zijn troon wel zou worden hersteld en de revolutionairen hun populariteit zouden verliezen. Begin 1792 eiste de Vergadering het vertrek van de Emigrantentroepen uit de buurlanden van Frankrijk per 1 maart. Vanwege de dood van keizer Leopold II werd het ultimatum uitgesteld naar april. Zijn opvolger keizer Frans II sloot als reactie op het ultimatum op 18 maart een bondgenootschap met Pruisen. De Franse Nationale Vergadering eiste vervolgens van Oostenrijk de ontbinding van deze alliantie en dat het zich zou ontwapenen, maar Oostenrijk weigerde.

### Oorlog
Lodewijk XVI gaf toe aan de wens van het parlement en verklaarde (namens de Vergadering) op 20 april 1792 oorlog aan Oostenrijk. Pruisen keerde zich samen met Oostenrijk tegen Frankrijk. De Eerste Coalitieoorlog was begonnen en zou tot 1797 duren. Franse troepen vielen op 29 april de Oostenrijkse Nederlanden binnen, maar de invasie verliep rampzalig. In juli stak een Pruisisch leger onder bevel van hertog Karel Willem Ferdinand van Brunswijk de Rijn over. De hertog liet een verklaring uitgaan dat het zijn intentie was om Lodewijk XVI al zijn macht terug te geven en alle tegenstanders van de absolute monarchie te executeren.

### Bestorming van de Tuilerieën
Het manifest van Brunswijk in augustus 1792, waarin de hertog van Brunswijk-Wolfenbüttel dreigde met geweld tegen Franse burgers als Lodewijk XVI of zijn familie iets zou overkomen, leidde tot een uitbarsting van woede bij de bevolking van Parijs. Op 9 augustus vormt een groep sansculotten de Commune van Parijs die het stadhuis bezet en de volgende dag het Tuilerieënpaleis bestormde. De koninklijke familie werd gevangen gezet. De Wetgevende Vergadering, het revolutionaire parlement van Frankrijk, werd overstelpt met verzoeken om een einde te maken aan de monarchie, en de voorzitter reageerde door op 11 augustus de koning van zijn macht te ontheffen tot er nieuwe verkiezingen gehouden konden worden.

### Einde van de monarchie
Op het slagveld volgde de ene nederlaag op de andere. In de Slag bij Valmy op 20 september keerden de kansen echter en werd de Pruisische invasie een halt toegeroepen. De Wetgevende Vergadering verkeerde in een euforische stemming over deze eerste overwinning, ontbond zich en herdoopte zich tot Nationale Conventie. De volgende dag, op 21 september 1792, schafte de Conventie de monarchie af, na 203 jaar van ononderbroken heerschappij van het Huis Bourbon over Frankrijk. De Franse Republiek werd uitgeroepen en deze datum markeerde eveneens het begin van de Franse republikeinse kalender.

## Nasleep
Na de executie van Lodewijk XVI op 21 januari 1793, regeerde zijn zoon Lodewijk XVII nog tot 1795 als de jure en titulair koning van de Fransen. Pas in 1814 kregen de Bourbons weer controle over Frankrijk, toen Lodewijk XVIII na de val van keizer Napoleon het oude gezag herstelde.